# Sócrates de Constantinopla
Sócrates de Constantinopla (Constantinopla, 380 - c. 440), también conocido como Sócrates el Escolástico, fue un historiador griego de la iglesia cristiana, contemporáneo de Sozomeno y Teodoreto de Ciro, que utilizaron sus obras como fuente. Nació en Constantinopla en 380 pero se desconoce la fecha de su muerte. Tampoco se conocen datos sobre su vida, salvo lo que se puede entresacar de su obra, Historia ecclesiastica, en la que sigue el ejemplo de Eusebio de Cesarea de enfatizar el papel del emperador en los asuntos de la Iglesia. 
En sus prefacios menciona a sus maestros, los gramáticos Eladio de Cesarea y Amonio el gramático, que llegaron a Constantinopla procedentes de Alejandría, donde eran sacerdotes paganos. Se habían visto forzados a huir el año 391 tras una rebelión cristiana contra los paganos en la cual el Serapeum fue destrozado y la Biblioteca destruida. De sus escritos parece deducirse que era laico, pero no se conoce su profesión. En sus últimos años viajó por Paflagonia y Chipre.

## Historia ecclesiastica
La Historia ecclesiastica cubre los años entre 305 y 439, y se acabó de escribir en tiempos de Teodosio II, antes de 450. El propósito de la obra es continuar el trabajo de Eusebio de Cesarea, y relata en griego todo lo acontecido en la Iglesia en la época, con las disensiones internas ocupando un primer plano, ya que cuando la iglesia está en paz, no hay nada que el historiador pueda relatar. En el prefacio al libro V, Sócrates defiende el escribir sobre el arrianismo y algunos acontecimientos políticos, además de sobre los asuntos estrictamente eclesiales. 
El relato de Sócrates es bastante neutral. Su calidad de seguidor del minoritario movimiento novaciano le permite observar los acontecimientos desde una posición relativamente ajena al desarrollo de la Iglesia oficial. Es crítico con Juan Crisóstomo y no duda en usar hipérboles cuando se refiere a los altos cargos de la Iglesia y el Estado.
Afirma que debe el impulso para escribir su obra a un cierto Teodoro, a quien se refiere en el prefacio al segundo libro como «hombre santo de Dios», por lo que parece ser un monje o un miembro del clero. En el siglo VI se recopiló esta Historia ecclesiastica junto con las de sus contemporáneos Sozomeno y Teodoreto de Ciro, lo que ha oscurecido sus diferencias hasta fechas recientes, cuando sus retratos de los emperadores cristianos han sido diferenciados por Hartmut Leppin.

### Ediciones
- La Historia ecclesiastica fue editada en París por primera vez en 1544 por Robert Estienne como parte de su Codex Regius.
- En 1612 Johannes Christophorson la tradujo al latín.
- La más importante edición fue la de Henricus Valesius (Henri Valois) en París el año 1668, que utilizó el Codex Regius, el Codex Vaticanus, y un Codex Florentinus, así como el Codex Leonis Alladi de Theodorus Lector.
- Una nueva edición del texto ha sido publicada en 1995 por G.C. Hansen en la serie Die Griechischen Christlichen Schriftsteller (Berlín, Akademie Verlag).
- La única traducción en español es la de Sócrates de Constantinopla. Historia eclesiástica/1 y Sócrates de Constantinopla. Historia eclesiástica/2, Madrid, Ciudad Nueva (Biblioteca de Patrística), 2017, a cargo de los profesores Francisco Antonio García Romero, Fco. Javier Ortolá Salas, Joaquín Ritoré Ponce, Manuel Acosta Esteban, Inmaculada Rodríguez Moreno y Fernando Alconchel Pérez.